# わが青春のとき
わが青春のとき（わがせいしゅんのとき）
1. 1970年に日本テレビ系列で放送されたテレビドラマ。A・J・クローニンの著書『青春の生きかた』を原作とする。本項で解説。
2. 1975年に劇場公開された日本映画。小林勝の著書『狙撃者の光栄』を原作とする。

『わが青春のとき』（わがせいしゅんのとき）は、1970年2月16日から同年4月6日まで日本テレビの『ファミリー劇場』枠で放送されたテレビドラマである。国際放映と日本テレビの共同製作。全8話。放送時間は毎週月曜 21:00 - 21:56 （日本標準時）。
2015年1月30日、TCエンタテインメントから本作のHDリマスター版を収録したDVD-BOX『昭和の名作ライブラリー 第21集 わが青春のとき』が発売された。

## あらすじ
伝染病の研究に没頭する医学部の助手と、彼を支える女子学生の愛の物語。女子学生の父である医学部教授と対立した助手は医学部から追放され、二人の仲は切り離されそうになる。

## スタッフ
- 脚本：倉本聰 ほか
- プロデューサー：杉山茂樹（国際放映）、高野幹夫 (NTV) ほか
- 演出：高橋繁男、今井雄五郎 ほか
- 原作：A・J・クローニン「青春の生き方[要検証 – ノート]」
- 制作：国際放映、NTV
- 制作担当：田中章三
- 企画：鎌田哲也 (NTV)
- 音楽：宇野誠一郎
- 撮影技術：井上莞
- 照明：田中良正
- 録音：遠藤悦美、竹内和義
- 編集：池月正
- 現像：東洋現像所
- 美術：朝生治男
- 装置：美建興業

## 出演者
- 石坂浩二
- 樫山文枝
- 塚本信夫
- 岩本多代
- 小栗一也
- 入川保則
- 工藤堅太郎
- 岸旗江
- 笠智衆
- 左時枝
- 大滝秀治
- 下元勉
- 桑山正一
- 小栗一也
- 津野哲郎
- 北浦昭義
- 相原巨典
- 西村惇二
- 進藤幸
- 大谷直
- 田中力
- 上野堯
- 若尾義昭
- 美波節子
- 美山ゆみ
- 岡本栄治
- 桑野誠
- 伊藤健雄
- 机あきら